# Sacrifice of Angels
"Sacrifice of Angels" és el sisè episodi de la sisena temporada de la sèrie de televisió de ciència-ficció estatunidenca Star Trek: Deep Space Nine, el 130è de tota la sèrie. Originalment es van emetre en redifusió a partir del 3 de novembre de 1997. El guió fou escrit per Ira Steven Behr i Hans Beimler i fou dirigit per Allan Kroeker. Tanca l’arc argumental inicial de sis episodis, que comença poc després dels esdeveniments d'A Time to Stand.
La trama de l'episodi detalla els esforços de la Federació Unida de Planetes per recuperar l'estació espacial Espai Pofund 9 de les forces del Domini. Aquesta és la segona meitat d'un episodi de dues parts, que continua la història immediatament des del final de l'episodi anterior, "Favor the Bold". L'episodi compta amb un gran repartiment de convidats i nombroses escenes d'efectes visuals amb naus espacials.

## Antecedents de la història
Deep Space Nine explica la història d'una estació espacial prop del planeta Bajor administrada per la Federació Unida de Planetes mentre els bajorans es recuperen d'una brutal ocupació de dècades per part dels agressius cardassians. L'estació guarda un forat de cuc que condueix al distant Quadrant Gamma, llar d'un imperi expansionista conegut com el Domini, que està governat pels canviants o fundadors que canvien de forma. Aquest episodi forma part de l'arc argumental de la Guerra del Domini, en què el Domini s'alia amb Cardàssia i declara la guerra contra la Federació i els seus aliats.
Aquest episodi és la conclusió d'una història de sis episodis que abasta l'inici de la sisena temporada. Al final de la temporada anterior, el Domini va capturar l'estació espacial titular, però la Federació va bloquejar el forat de cuc amb un camp de mines per evitar que arribessin reforços del Quadrant Gamma. Durant els episodis següents, la tripulació de la Flota Estel·lar del DS9, liderada pel capità Benjamin Sisko, continua la guerra contra el Domini a la nau estel·lar USS Defiant; els personatges principals que romanen a l'estació, liderats per la major Kira Nerys, treballen per soscavar el domini del Domini; el representant del Domini Weyoun i el líder cardassià Dukat intenten desmantellar el camp de mines; i el cap de seguretat Odo del DS9, un canviant rebel, rep la visita d'un altre canviant amb l'esperança de persuadir-lo de tornar amb el seu poble. En aquest punt, el tècnic Rom ha estat arrestat per les autoritats del Domini per intentar evitar la destrucció del camp de mines; i Sisko lidera una flota de la Federació amb l'objectiu de reconquerir DS9 per a la Federació abans que el camp de mines s'ensorri.

## Argument
Vuit hores abans que el camp de mines sigui destruït, la flota de Sisko s'enfronta a la flota del Domini que defensa el DS9. Sisko ordena als caces de la Federació que s'enfrontin a les naus de guerra cardassianes, amb l'esperança que els cardassians menys disciplinats trenquin la formació i creïn un forat a les línies del Domini. A bord del DS9, Dukat veu l'estratagema de Sisko; permet deliberadament que algunes de les seves naus obrin un forat a la formació per preparar una trampa per a la flota de la Federació. Sospitant que Dukat està preparant una trampa, Sisko ordena a les seves naus que avancin, desesperat per arribar a l'estació.
Mentrestant, l'ajudant de Dukat, Damar arresta Kira, el fill de Sisko Jake, i la dona de Rom Leeta, suposant correctament que formen part d'una conspiració contra el domini del Domini. La canviant visitant, intentant trencar el vincle d'Odo amb els "sòlids" i retornar-lo amb la seva pròpia gent, explica a Odo la detenció de Kira.
A mesura que la flota de la Federació es veu desbordada, arriba una flota de klíngons i flanqueja el Domini. Obren camí per la Defiant, tot i que la resta de les naus aliades no poden seguir-los.
El germà de Rom, Quark, i la filla de Dukat, Tora Ziyal, alliberen Jake, Kira, Rom i Leeta de la presó. Kira i Rom marxen per sabotejar les armes de l'estació. Són acorralats pels soldats del Domini, però són rescatats per Odo i el seu equip de seguretat. Rom desactiva les armes, però massa tard per evitar la destrucció del camp de mines.
Sisko ordena a la «Defiant» que entri al forat de cuc, on es troben amb una flota massiva del Domini. Mentre Sisko es prepara per a una missió suïcida desesperada, rep una visió dels Profetes Bajorans, els poderosos alienígenes que viuen al forat de cuc, que estan molestos perquè té la intenció de sacrificar-se abans de complir els seus propòsits. Sisko els suplica que ajudin els bajorans, que van crear una religió al seu voltant. Els Profetes fan desaparèixer les naus del Domini, però adverteixen a Sisko que s'aplicarà una penitència.
La "Defiant" surt del forat de cuc i dispara a l'estació, que no pot respondre a causa del sabotatge de Rom. Mentrestant, els klíngons i la Federació han flanquejat la flota del Domini, amb 200 naus dirigint-se a "Espai Profund 9". El Domini evacua, però Ziyal es nega a marxar, confessant al seu pare que va ajudar a Kira i els seus amics a escapar. Damar sent la seva confessió i li dispara com a enemiga de l'estat. Dukat s'esfondra de dolor mentre ella mor als seus braços.
Quan Sisko arriba a l'estació, Dukat és en una cel·la, destrossat i plorant per la seva derrota i la pèrdua de la seva filla. Mentre l'escorten a la infermeria, torna la pilota de beisbol del capità Sisko.

## Actors convidats
- Andrew Robinson - Elim Garak
- Jeffrey Combs - Weyoun
- Marc Alaimo - Gul Dukat
- Max Grodénchik - Rom
- Aron Eisenberg - Nog
- J. G. Hertzler - General Martok
- Melanie Smith - Tora Ziyal
- Casey Biggs - Damar
- Chase Masterson - Leeta
- Barry Jenner - Almirall Ross
- Salome Jens - Dona canviant

## Recepció
Aquest va tenir unes qualificacions Nielsen de 6,4 punts, que eren uns 6,3 milions d'espectadors quan es va emetre per televisió el novembre de 1997.
El 2013, IGN va classificar "Sacrifice of Angels" com el 23è millor episodi de tots els Star "Star Trek" de televisió, assenyalant que té un "enfrontament dramàtic" que va ajudar a preparar l'escenari per a l'arc argumental de la guerra del Domini que continua en aquesta temporada.
Una guia de marató de sèries del 2015 per a Star Trek: Deep Space Nine de Wired recomanava no saltar-se aquest episodi essencial.
El 2015, Geek.com va recomanar aquest episodi com a "imprescindible" per a la seva guia abreujada de marató de sèries de Star Trek: Deep Space Nine.
El 2018, Vulture va classificar "Sacrifice of Angels" com el novè millor episodi de Star Trek: Deep Space Nine. També van recomanar tota la sisena temporada, comentant "És tant bona" i lloant l'evolució de la saga bèl·lica. Assenyalen com "Sacrifice of Angels" és la culminació d'un arc argumental que abasta els sis episodis anteriors.
io9 classificat com a "Favor the Bold" quan es combina amb "Sacrifice of Angels", com la 88a millor presentació episòdica de tots els Star Trek en un llistat de 2014. Assenyalen que aquest episodi presenta una seqüència d'efectes especials que representa una batalla espacial particularment gran.
El 2016, The Hollywood Reporter va classificar "Sacrifice of Angels" juntament amb els seus cinc episodis precedents com un dels vint millors episodis (o seqüències d'episodis) de Star Trek: Deep Space Nine. Aquest arc de sis episodis destaca pel seu format serialitzat, en comparació amb les històries més curtes de dos episodis que havien estat més comunes a la franquícia "Star Trek" fins aleshores. Com a arc de sis episodis:
- "A Time to Stand"
- "Rocks and Shoals"
- "Sons and Daughters"
- "Behind the Lines"
- "Favor the Bold"
- "Sacrifice of Angels"

Els dos últims de la seqüència també s'han revisat com una saga en dues parts. De vegades, l'episodi anterior a "A Time to Stand", "Call to Arms" també s'inclou en aquest arc argumental, per a una saga completa de set episodis.
El 2018, CBR va classificar "Favor the Bold" i "Sacrifice of Angels" com la tercera millor saga episòdica de Star Trek en general, darrere de "El bo i millor d'ambdós mons" (Parts I i II) de Star Trek: La nova generació.
El 2016, Empire va classificar aquest com el 45è millor dels cinquanta millors episodis dels més de 700 episodis de televisió de Star Trek.
El 2016, The Washington Post va qualificar l'arc argumental de la Guerra del Domini com possiblement la "narrativa més rica" de l'univers de Star Trek.
El 2020, The Digital Fix va classificar aquest episodi com el vuitè millor episodi de Deep Space Nine.